# Jamal Ben Saddik
Jamal Ben Saddik (ar.جمال بن صديق; ur. 3 października 1990 w Antwerpii) – marokańsko–belgijski kick-boxer wagi ciężkiej, zwycięzca turnieju Glory Heavyweight Tournament z 2018 roku.

## Kariera sportowa
9 marca 2011 pokonał przez techniczny nokaut w drugiej rundzie Rico Verhoevena. Po kilku zwycięskich walkach związał się z Glory World Series tocząc 6 października 2012 w Brukseli debiutancką walkę dla tej organizacji z Jahfarrem Wilnisem, którą przegrał jednogłośnie na punkty. 31 grudnia tego samego roku wziął udział w sylwestrowym turnieju Glory Heavyweight Grand Slam w Tokio, gdzie po pokonaniu Errola Zimmermana i Remy'ego Bonjasky'ego (obu na punkty) uległ w półfinale przez KO Danielowi Ghicie. W 2013 stoczył tylko dwie walki, obie przegrane i przed czasem, najpierw ulegając Peterowi Aertsowi, następnie Benowi Edwardsowi.
Zwycięską niemoc przełamał 3 maja 2014 na gali Glory 16, nokautując Nicolasa Wambę. Będąc pod kontraktem z Glory, 29 czerwca stoczył walkę poza organizacją przeciwko Hesdy'iemu Gergesowi z którym przegrał wskutek dyskwalifikacji po ataku na leżącego przeciwnika. W latach 2015–2016 wygrywał m.in. z Andersonem Silvą czy Ismaelem Londtem. Po pokonaniu w marcu 2017 Guto Inocente otrzymał szansę walki o mistrzostwo Glory z Rico Verhoevenem. Do walki doszło 10 grudnia 2017 w Rotterdamie gdzie ostatecznie Ben Saddik przegrał z Holendrem w rewanżu przez TKO w piątej rundzie mistrzowskiego pojedynku.
12 maja 2018 przegrał drugą walkę z rzędu, w rewanżu z Jahfarrem Wilnisem na punkty, natomiast 29 września pokonał przed czasem D'Angelo Marshalla. 8 grudnia 2018 na gali Glory 62 w Rotterdamie wygrał ośmioosobowy turniej wagi ciężkiej pokonując kolejno Juniora Tafę (przez KO), Guto Inocente (na punkty) i w finale Benjamina Adegbuyia (przez KO). Za wygraną w turnieju otrzymał nagrodę w wysokości 150 tys. USD.

## Osiągnięcia
- 2018: zwycięzca Glory Heavyweight Tournament wagi ciężkiej